# شهرستان الخضر
شهرستان الخضر (به عربی: قضاء الخضر) یک منطقهٔ مسکونی در عراق است که در استان مثنی واقع شده‌است.